# Dimizonops
Dimizonops is een monotypisch geslacht van spinnen uit de  familie van de Thomisidae (krabspinnen).

## Soort
- Dimizonops insularis (Pocock, 1903)